# Ii (gemeente)
Ii (Zweeds: Ijo) is een gemeente in de Finse provincie Oulu en in de Finse regio Noord-Österbotten. De gemeente heeft een landoppervlakte van 1.615,72 km² en telt 9.853 inwoners (2022).

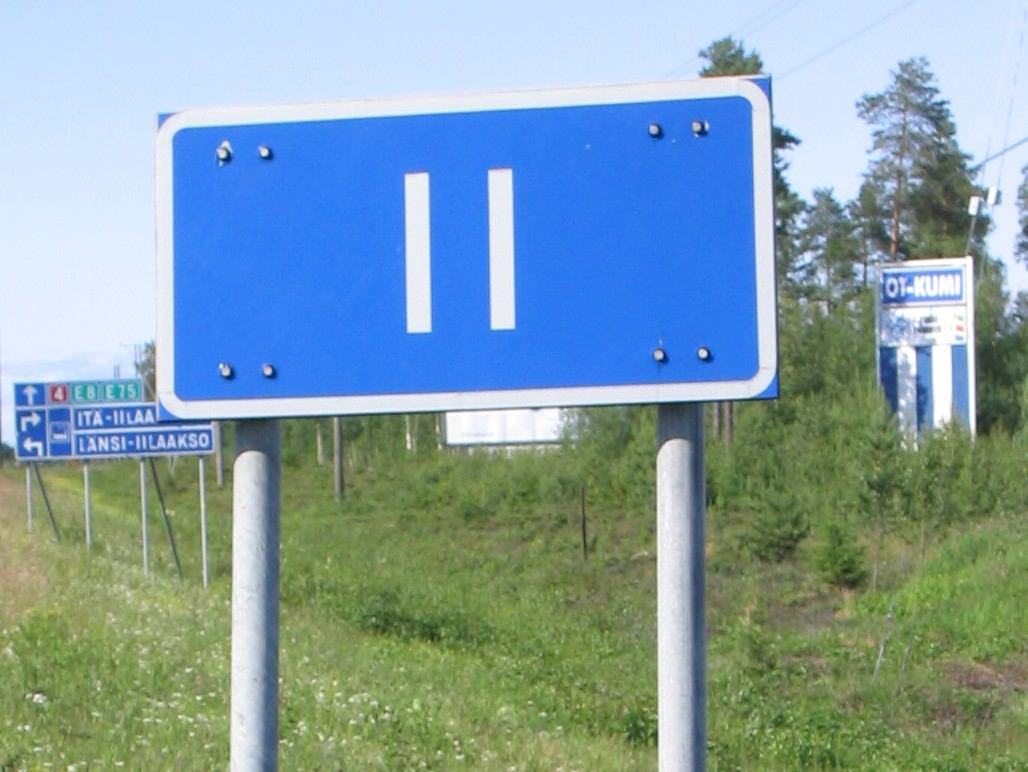
Plaatsnaambord bij Ii.

De gemeente is per 1 januari 2007 samengegaan met Kuivaniemi. De nieuwe gemeente heet Ii.